# خفاش عمانی
خفاش عمانی (نام علمی: Pipistrellus arabicus) گونه‌ای خفاش است از تیره خفاش‌ناهیدیان که تنها در کشور عمان زندگی می‌کند. با این حال وجود این خفاش در ایران نیز گزارش شده است.